# Karol Scheibler

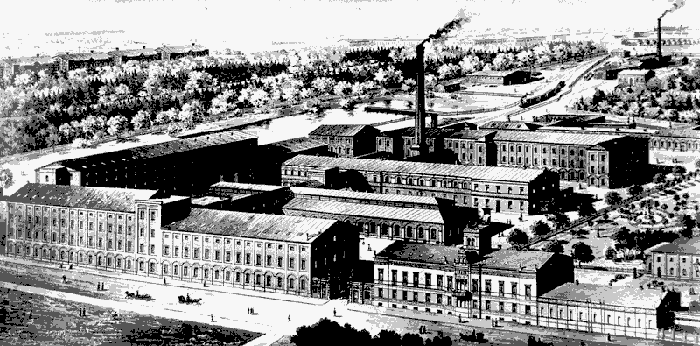
Księży Młyn Scheiblera, widok archiwalny

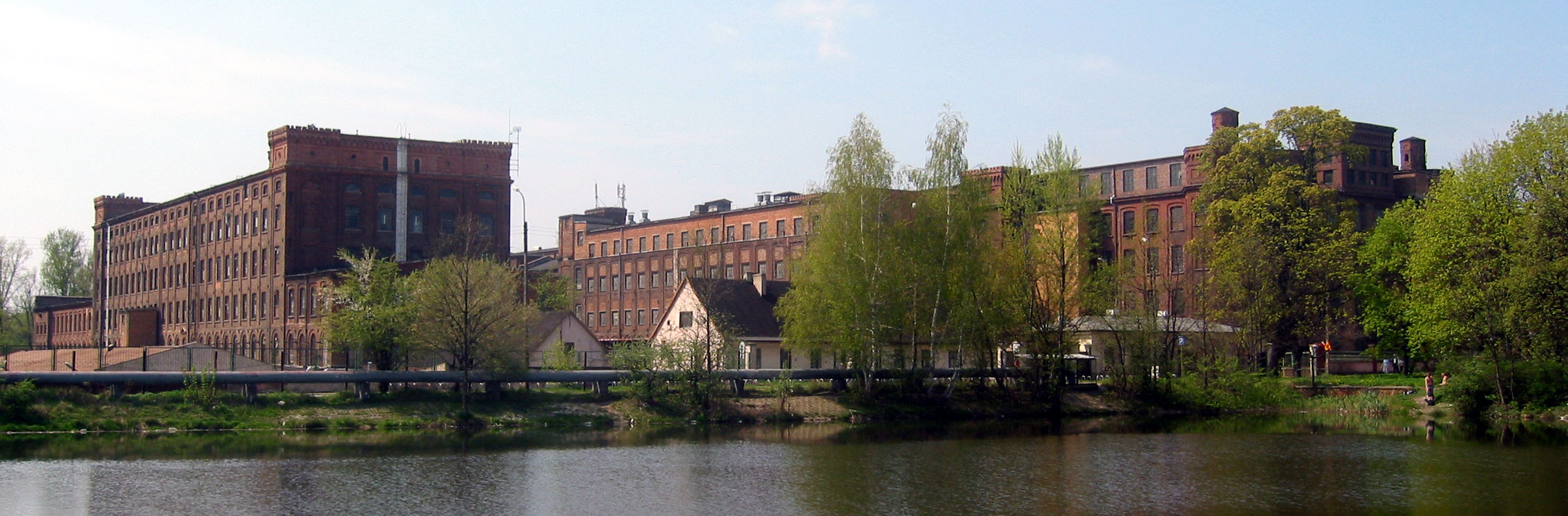
Budynek przędzalni na Księżym Młynie – widok współczesny

Karol Wilhelm Scheibler (ur. 1 września 1820 w Montjoie w Nadrenii, zm. 13 kwietnia 1881 w Łodzi) – niemiecki przemysłowiec, jeden z największych łódzkich przemysłowców, nazywany „królem bawełny”, który w branży włókienniczej nie miał sobie równych w całym Cesarstwie Rosyjskim. Od połowy lat 70. XIX wieku zakłady Scheiblera koncentrowały około 60% produkcji i 55% robotników przemysłu włókienniczego w Królestwie Polskim.

## Życiorys
Karol Wilhelm Scheibler urodził się 1 września 1820 roku w Montjoie. Pochodził ze starej rodziny niemieckiej z Nadrenii wyznania ewangelicko-augsburskiego mającej swój rodowód sięgający końca XV wieku. Był najstarszym z dziesięciorga dzieci Jana Karola Wilhelma i Zofii Wilhelminy z Pastorów, którzy byli belgijskimi tkaczami sukna. Ojciec Karola, pochodzący z Neukirchen, przeniósł się do Montjoie, gdzie prowadził warsztat tkacki. W Montjoie Karol ukończył szkołę podstawową, a w Krefeldzie gimnazjum (1837). Następnie odbył praktykę w przędzalni czesankowej swojego wuja (brata matki), Gustawa Pastora, w Verviers w Belgii, której w roku 1838 został dyrektorem. W latach 1840–1842 pracował w fabryce Johna Cockerilla (szwagra Gustawa Pastora), jednego z największych producentów maszyn włókienniczych w Europie w Liège, w której zdobył praktykę techniczną i menedżerską. Jako przedstawiciel firmy odbył wiele podróży do Anglii, Austrii, Francji, Holandii, Niemiec i Szkocji. W 1843 roku otworzył przedstawicielstwo kilku firm angielskich zajmujące się sprzedażą maszyn włókienniczych i osiadł w Bad Vöslau pod Wiedniem. Otwarcie przedstawicielstwa pozwoliło mu wówczas nawiązać liczne kontakty handlowe.
Wydarzenia Wiosny Ludów w 1848 roku spowodowały, że opuścił Austrię i wyjechał do Królestwa Polskiego. Wpływ na podjęcie decyzji o opuszczeniu Austrii mogła również mieć zachęta ze strony Henryka Schlössera – kuzyna, którego spotkał w Austrii – do zatrudnienia się w fabryce ojca, Fryderyka Schlössera. Fryderyk Schlösser od 1821 roku prowadził fabrykę sukienniczą w Ozorkowie. Scheibler, jako uznany fachowiec, szybko został dyrektorem fabryki. Dzięki niemu zmodernizowano starą przędzalnię, na terenie folwarku Strzeblew zbudowano drugą, a także wydźwignięto z kryzysu cukrownię w Leśmierzu, która należała do rodziny Wernerów. W fabryce Schlössera pracował do 1854 roku. W roku 1852 założył w Łodzi spółkę z Juliuszem Schwartzem w celu importowania oraz wybudowania fabryki maszyn włókienniczych. Spółka jednak upadła po kilku miesiącach.
27 października 1853 roku Karol Scheibler zawarł z łódzkim magistratem kontrakt, otrzymując w wieczystą dzierżawę place w Nowej Dzielnicy przy Wodnym Rynku. W umowie zobowiązał się wybudować w ciągu dwóch lat zmechanizowaną fabrykę składającą się z przędzalni, tkalni, farbiarni, drukarni, blichu smugowego i apretowni. W rozwinięciu kariery przemysłowca pomógł mu bogaty ożenek 16 września 1854 roku z Anną z Wernerów (1835–1921), pochodzącą ze spolonizowanej w XVIII wieku rodziny ziemiańskiej z Saksonii, córką Wilhelma Wernera (1794–1842), właściciela fabryk sukna w Zgierzu i Ozorkowie oraz cukrowni w Leśmierzu, i jego drugiej żony Matyldy Reitzenstein pochodzącej z Łomży, i jednocześnie siostrzenicą Fryderyka Schlössera. Posag żony (ponad 40 tysięcy rubli) przewyższał dwukrotnie jego własne oszczędności. Zgromadzone w ten sposób sumy, wsparte kredytami, pozwoliły na uruchomienie w 1855 roku pierwszej fabryki – w pełni zmechanizowanej przędzalni bawełny na 5740, a od 1856 roku na 18 000 wrzecion. Również w 1856 roku powstały kotłownia i magazyny, w latach 1857–1858 tkalnia o 100 krosnach, w 1868 druga tkalnia mechaniczna, a w 1870 bielnik, parowa osmalarnia, nowe budynki magazynowe oraz rozbudowana została najstarsza przędzalnia. Po odkupieniu folwarku na Księżym Młynie od T. Kruschego oraz w 1869 roku wykończalni od Jakuba Petersa, Scheibler w kolejnych latach zbudował następny kompleks fabryczny. W 1873 roku otwarto przędzalnię na 70 tys. wrzecion i tkalnię na 1200 krosien. W 1877 roku dobudowano bielnik z farbiarnią, a w 1878 wzniesiono przędzalnię na 54 tys. wrzecion, która została rozbudowana w kolejnym roku. Ponadto zbudowano gazownię i bocznicę kolejową, która łączyła zakłady z Koleją Fabryczno-Łódzką. Scheibler inwestował w najnowocześniejsze ówcześnie maszyny i nowinki techniczne, przez co stał się liderem w przemyśle bawełnianym Królestwa Polskiego. Większość maszyn i chemikaliów oraz amerykańską bawełnę sprowadzał z Liverpoolu, Bremy i Hamburga.

Scheibler przewidział kryzys na rynku bawełnianym, spowodowany wojną secesyjną w Stanach Zjednoczonych. Na przełomie lat 50. i 60. zamówił w USA dużą ilość bawełny, która była podstawowym surowcem dla łódzkich fabryk włókienniczych. Kiedy, w wyniku wojny, dostawy bawełny zostały ograniczone Scheibler miał wystarczająco dużo surowca, by produkować wtedy, kiedy inni musieli zamykać fabryki. Miał tak wielkie zapasy, że wystarczały one nie tylko na produkcję własną, ale również na sprzedaż przędzy po trzykrotnie wyższej cenie. Powodzenie Scheiblera w okresie kryzysu przyczyniło się do buntu tkaczy łódzkich, w ramach którego w kwietniu 1861 tkacze zniszczyli przędzalnię Scheiblera.

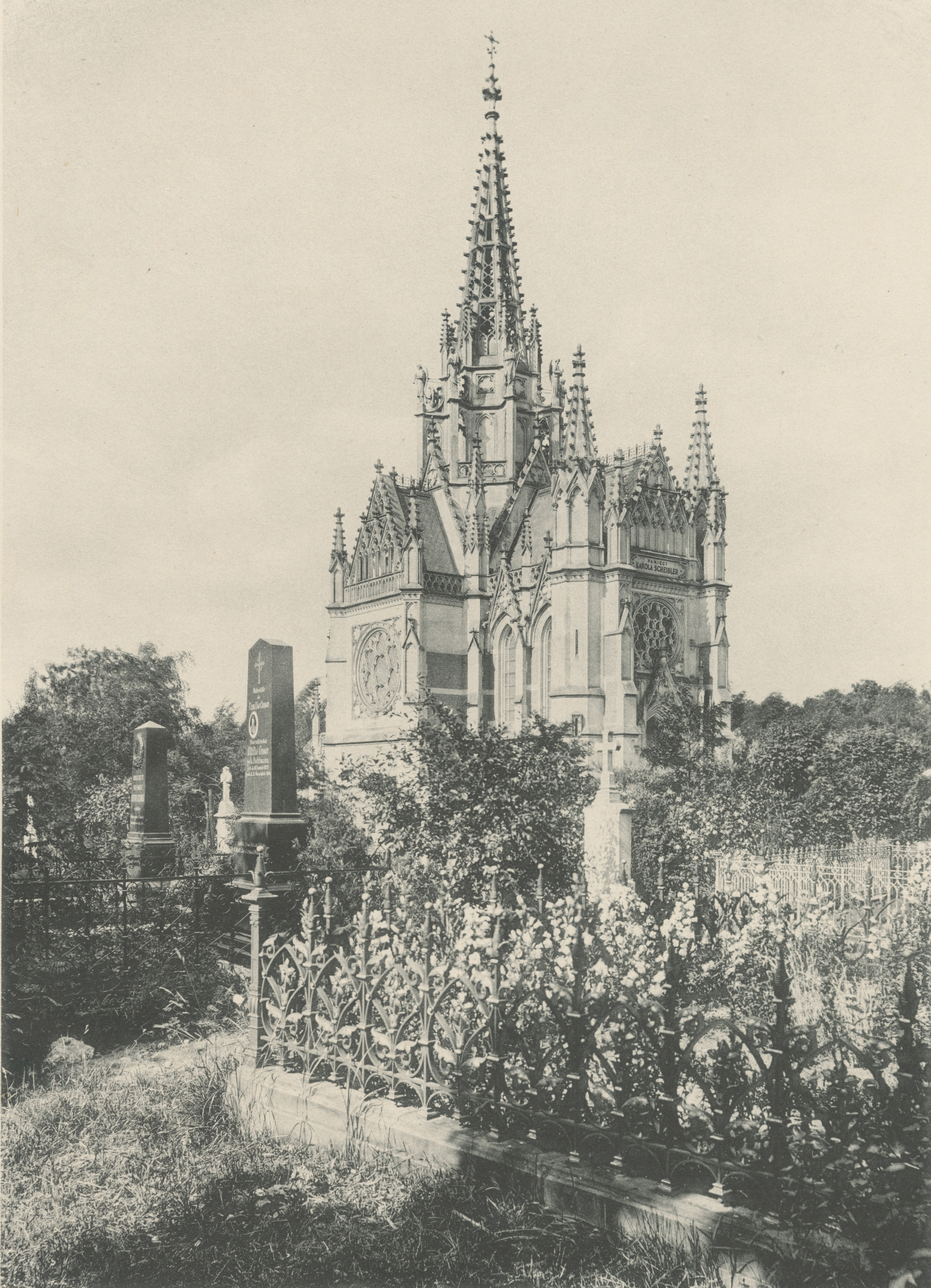
Kaplica Scheiblera, fotografia Bronisława Wilkoszewskiego, koniec XIX wieku

Karol Scheibler swoją działalnością rozpoczął nową epokę w dziejach przemysłowej Łodzi, zapewnił jej czołowe miejsce w Europie w dziedzinie przemysłu włókienniczego. Był twórcą wielkiego imperium przemysłowego, na które składał się zespół tzw. Centrali przy Wodnym Rynku (obecnie plac Zwycięstwa), kompleks Księżego Młyna oraz zabudowa biegnąca wzdłuż obecnej ul. ks. bpa W. Tymienieckiego i sięgająca ul. Piotrkowskiej o łącznej powierzchni około 500 ha. W końcu XIX w. Scheibler umocnił się na pozycji lidera w przemyśle włókienniczym w Łodzi i Królestwie Polskim. Wartość majątku, jakim dysponował u schyłku życia, wynosiła ponad 14 milionów rubli. Takiej fortuny na ziemiach polskich nie dorobił się żaden inny ówczesny przemysłowiec.
Wysoka jakość produktów Scheiblera przyczyniła się do przyznania mu w 1870 i 1872 roku prawa znakowania produkcji herbem Cesarstwa Rosyjskiego. W 1878 roku, podczas światowej wystawy w Paryżu, za swoje wyroby otrzymał złoty medal. W marcu 1879 roku car Aleksander II nadał mu Order Świętego Stanisława II klasy za usługi okazane towarzystwu opieki nad żołnierzami ranionymi i chorymi.
W 1880 roku Scheibler przekształcił swoje przedsiębiorstwo w spółkę akcyjną – „Towarzystwo Akcyjne Manufaktur Bawełnianych Karola Scheiblera”. W rękach członków jego rodziny i kilku dalszych krewnych znalazł się pakiet 360 akcji imiennych o wartości 9 milionów rubli. Jego nazwisko zachowało się w nazwie przedsiębiorstwa do 1946 roku.
Zmarł 13 kwietnia 1881 roku w Łodzi. Pochowany został w części ewangelicko-augsburskiej na Starym Cmentarzu w Łodzi przy ul. Ogrodowej, w Kaplicy Scheiblerów, której fundatorką była żona Anna.

### Działalność społeczna i filantropijna
Dbając o rozwój przemysłu udzielał się również jako działacz społeczny i filantropijny. Zarówno Karol Scheibler, a po jego śmierci wdowa po nim, Anna z Wernerów, jak i syn Karol Wilhelm, córka i zięć – Matylda i Edward Herbstowie, łożyli olbrzymie sumy na budowę potrzebnych miastu gmachów: szkół, szpitali, ponadto wspierali wszelkiego rodzaju akcje charytatywne. Na Księżym Młynie Scheibler wybudował domy mieszkalne dla robotników, zorganizował straż pożarną, sklep fabryczny, szkołę (1877), szpital i ochronkę dla dzieci (1882), ambulatorium oraz bibliotekę. Ponadto wspierał finansowo budowę kościołów i świątyń różnych wyznań (sam był ewangelikiem).
Był w gronie przemysłowców zabiegających w latach 1858–1860 o otwarcie w Łodzi filii Banku Polskiego, a po jej otwarciu wszedł w skład komitetu doradczego. Od 1865 roku był członkiem zarządu Towarzystwa Kolei Fabryczno-Łódzkiej, której pierwszą inwestycją była linia łącząca Łódź z Koluszkami. Od 1869 roku kierował zorganizowaniem Towarzystwa Kredytowego Miejskiego w Łodzi, a od 1872 roku był w składzie jego dyrekcji. W 1871 roku stanął na czele komitetu założycielskiego Banku Handlowego w Łodzi, pełniąc od 1872 roku do śmierci funkcję prezesa rady nadzorczej. W 1875 roku był w gronie współzałożycieli Muzeum Przemysłu i Rolnictwa w Warszawie. Zasiadał również w zarządzie szpitala miejskiego św. Aleksandra w Łodzi i był honorowym konsulem generalnym Austro-Węgier w Królestwie Polskim.

### Rodzina
Z małżeństwa z Anną z Wernerów miał siedmioro dzieci:
- Matyldę Zofię (1856–1939) – mąż: Edward Herbst, dyrektor naczelny w firmie Scheiblera,
- Adelę Marię (1859–1933) – mąż: fabrykant Adolf Gustaw Buchholtz (zm. tragicznie w końcu 1903 lub na początku 1904)[14][15],
- Emmę Paulinę (1860–1942[16]) – mąż: Georg von Kramsta,
- Karola Wilhelma jr. vel Karola Wilhelma II[17] (1862–1935) – żona: Anna Julia Melania (1864–1945), córka Ludwika Grohmana,
- Leopolda (1866–1873),
- Emila Eugeniusza (1870–1923),
- Feliksa Emila Karola (1874–1882).

## Karol Scheibler w kulturze
Na jego osobie Władysław Reymont wzorował postać Hermana Bucholca w swojej powieści Ziemia obiecana.